# Mirbelia ovata
Mirbelia ovata es una especie de planta floral del género Mirbelia, familia Fabaceae, orden Fabales.

## Distribución
Se distribuye por Australia Occidental.

## Taxonomía
Fue descrita por Meisn. y publicada en J. G. C. Lehmann, Pl. Preiss. 1: 77 (1844).